# Nelson Hubert Minnich
Nelson Hubert Minnich (* 15. Januar 1942 in Cincinnati) ist ein US-amerikanischer katholischer Kirchenhistoriker.

## Leben
Er studierte am Boston College (1963–65: Philosophy), an der Xavier University (1959–63: Humanities), Boston College, Chestnut Hill, Massachusetts, 1963–65: BA in Philosophy 1965, MA in History 1966, Theologie an der Pontificia Università Gregoriana 1968–1970, Bakkalaureat 1970 und Geschichte an der Harvard University (1970–77), dort PhD mit der Dissertation Episcopal Reform at the Fifth Lateran Council (1512–17). Von 1966 bis 1968 hatte er einen Lehrauftrag als Instructor in World and American History and in Civics an der Loyola Academy. Von 1972 bis 1973 war er Teaching Assistant und von 1974 bis 1977 Teaching Fellow an der Harvard University. Von 1977 bis 1983 war er Assistant Professor an der Catholic University of America (1983–1993 Associate Professor und seit 1993 Full Professor im Departments of History and Church History).
Seine Schwerpunkte sind Geschichte der Renaissance, Reformationsgeschichte und Konziliengeschichte, insbesondere Geschichte des V. Laterankonzils.

## Schriften (Auswahl)
- The Catholic reformation. Council, churchmen, controversies. Aldershot 1993, ISBN 0-86078-350-2.
- The Fifth Lateran Council (1512–17). Studies on its Membership, Diplomacy and Proposals for Reform. Aldershot 1993, ISBN 0-86078-349-9.
- The Councils of the Catholic Reformation. Pisa I (1409) to Trent (1545–63). Aldershot 2008, ISBN 978-0-7546-5951-8.
- The Decrees of the Fifth Lateran Council (1512–17). Their Legitimacy. Origins, Contents, and Implementation. New York 2016, ISBN 978-1-4724-8464-2.